# Cervellus nodicornis
Cervellus nodicornis är en stekelart som först beskrevs av Brulle 1846.  Cervellus nodicornis ingår i släktet Cervellus och familjen bracksteklar. Utöver nominatformen finns också underarten C. n. bruesi.